# 6032 Нобель
6032 Нобель (6032 Nobel) — астероїд головного поясу, відкритий 4 серпня 1983 року.
Тіссеранів параметр щодо Юпітера — 3,455.
Названо на честь Альфреда Нобеля (1833—1896) — шведського хіміка, винахідника, підприємця і філантропа.